# Sarnia (transatlantico)
La Sarnia è stata una nave a vapore, costruita da Charles Connell & Company nei cantieri navali di Glasgow in Scozia nel 1882.
Stazza 3.726 tonnellate, 360x40 piedi di dimensione, 13 nodi di velocità e 1340 passeggeri di cui 80 in prima classe, 60 in seconda e 1340 in terza. Costruita per la Dominion Line entrò in servizio nel 1882 sulla linea Liverpool-Montréal.
Fu disarmata in Italia nel 1897.